# Lysiane Meis
Pour les articles homonymes, voir Meis.
Lysiane Meis est une actrice belge.

## Filmographie

### Cinéma
- 1993 : Poison rouge (court métrage) de Chad Chenouga
- 1995 : La Biche (c. m.) de Jean-Paul Husson
- 1998 : Les Astres (c. m.) de Laurent Firode
- 1998 : Rue Bleue (c. m.) de Chad Chenouga
- 2000 : Sur un air d'autoroute de Thierry Boscheron  : gendarme 2
- 2000 : Le Battement d'ailes du papillon de Laurent Firode : Elsa
- 2001 : 17, rue Bleue de Chad Chenouga : Adda
- 2005 : Tu vas rire, mais je te quitte de Philippe Harel
- 2005 : Je préfère qu'on reste amis... d’Éric Toledano et Olivier Nakache : la femme de Mathias
- 2005 : Quartier V.I.P. de Laurent Firode : Joyce
- 2014 : Barbecue d'Éric Lavaine : Laure
- 2022 : Plancha d'Éric Lavaine : Laure

### Télévision
- 1991 : Myster Mocky présente : Dis-moi qui tu hais de Jean-Pierre Mocky : une collègue
- 1995 : Le Dernier Voyage de Bruno Gantillon : Cosima
- 1997 : Julie Lescaut, épisode 6 saison 6, Question de confiance d'Alain Wermus : Secrétaire hôpital
- 1998 : This Could Be the Last Time de Gavin Miller : la réceptionniste
- 2001 : Le Secret d’Alice de Michaël Perrotta
- 2003 : Un été de canicule de Sébastien Grall : Claire
- 2004 : Menteur ! Menteuse ! de Henri Helman : Corinne
- 2004 : Julie Lescaut, épisode 3 saison 13, Secrets d'enfants de Dominique Tabuteau : Alice
- 2005 : Docteur Dassin, généraliste : L'Ombre et la lumière d’Olivier Langlois : Diane Farnese
- 2006 : La Pomme de Newton de Laurent Firode : Delphine
- 2006 : Maldonne de Patrice Martineau : Sophie
- 2007 : Un flic : Confusion des peines de Frédéric Tellier : Josiane Jo
- 2008 : Nicolas Le Floch : L’Énigme des Blancs-Manteaux d’Edwin Baily : Louise Lardin
- 2013 : Maison close de Mabrouk el Mechri et Jérôme Cornuau : Renée
- 2021 : HPI (saison 2, épisode 6 « S comme Italie »), réalisé par Jean-Christophe Delpias : Muriel Koltes
- 2022: Les Petits Meurtres d'Agatha Christie : épisode Jusqu'à ce que la mort nous sépare réalisé par Nicolas Picard-Dreyfuss: Lisa
- 2025 : Maudits de Chloé Micout : Sonia

## Théâtre
- 1996 : Fin d'été à Baccarat de Philippe Minyana, mise en scène Gilles Guillot, théâtre 14 Jean-Marie Serreau
- 1998 : Une table pour six d’Alan Ayckbourn, mise en scène Alain Sachs, théâtre du Palais-Royal - Sandrine
- 1999 : De toutes les couleurs de Bernard Granger, mise en scène Jean-Philippe Weiss, théâtre de la Gaîté-Montparnasse - Margot
- 1999 : Un fil à la patte de Georges Feydeau, mise en scène Alain Sachs, théâtre de la Porte-Saint-Martin - Lucette Gautier
- 2001 : Monsieur chasse ! de Georges Feydeau, mise en scène Jean-Luc Moreau, théâtre du Palais-Royal - Léontine
- 2003 : L’amour est enfant de salaud d’Alan Ayckbourn, mise en scène José Paul, théâtre Tristan-Bernard
- 2004 : Jacques a dit de Marc Fayet, mise en scène Agnès Boury et José Paul, Petit Théâtre de Paris - Victoire
- 2007 : Chocolat piment de Christine Reverho, mise en scène Agnès Boury et José Paul, théâtre La Bruyère
- 2007 : Un fil à la patte de Georges Feydeau, mise en scène Alain Sachs, théâtre de Paris - Lucette Gautier
- 2008 : Sans mentir de Xavier Daugreilh, mise en scène José Paul et Stéphane Cottin, théâtre Tristan-Bernard
- 2009 : Mais n'te promène donc pas toute nue ! et Feu la mère de madame de Georges Feydeau, mise en scène José Paul, théâtre de Paris
- 2009 : Il est passé par ici de Marc Fayet, mise en scène José Paul, théâtre de Paris
- 2010 : Le Gai Mariage de Gérard Bitton et Michel Munz, mise en scène José Paul et Agnès Boury, théâtre des Nouveautés
- 2011 : Entre deux ils d'Isabelle Cote, mise en scène Agnès Boury et José Paul, théâtre de l'Œuvre
- 2012 : Le Gai Mariage de Gérard Bitton et Michel Munz, mise en scène José Paul et Agnès Boury, tournée
- 2012 : L'Étudiante et Monsieur Henri d'Ivan Calbérac, mise en scène José Paul, Petit Théâtre de Paris
- 2013 : L'Étudiante et Monsieur Henri d'Ivan Calbérac, mise en scène José Paul, tournée
- 2014 : Des gens intelligents de Marc Fayet, mise en scène José Paul, théâtre de Paris
- 2015 : Un dîner d'adieu d'Alexandre de La Patellière et Matthieu Delaporte, mise en scène Bernard Murat, théâtre Édouard VII
- 2016 : Un dîner d'adieu d'Alexandre de La Patellière et Matthieu Delaporte, mise en scène Bernard Murat, tournée
- 2017 : C'est encore mieux l'après-midi de Ray Cooney, adaptation Jean Poiret, mise en scène José Paul, Théâtre Hébertot, Théâtre des Nouveautés
- 2018 : Papa va bientôt rentrer de Jean Franco, mise en scène José Paul, théâtre de Paris
- 2019 : 2 euros 20 de Marc Fayet, mise en scène José Paul, théâtre Actuel festival off d'Avignon puis théâtre Rive Gauche en 2020
- 2022 - 2023 : Berlin Berlin de Patrick Haudecœur et Gérald Sibleyras, mise en scène José Paul, Théâtre Fontaine
- 2024 : Mon Jour de chance de Patrick Haudecœur et Gérald Sibleyras, mise en scène José Paul, Théâtre Fontaine

## Doublage
- 2004-2005 : New York Police Blues : Laura Murphy (Bonnie Somerville)

## Distinctions
- 1998 : Nomination au Molière de la révélation théâtrale pour Une table pour six
- 2001 : Prix d’interprétation féminine à la Mostra de Valence pour 17, rue Bleue
- 2002 : Nomination au Prix Michel-Simon pour 17, rue Bleue
- 2004 : Nomination au Molière de la comédienne dans un second rôle pour L’amour est enfant de salaud
- 2005 : Nomination au Molière de la comédienne dans un second rôle pour Jacques a dit